# Бом-Жезус (біологічний резерват)
Біологічний заповідник Бом-Жезуш (порт. Reserva Biológica Bom Jesus) — біологічний заповідник у штаті Парана, Бразилія.
Біологічний заповідник Bom Jesus знаходиться у штаті Парана. Заповідник має площу 342 км2. Він охоплює гірську місцевість на північній стороні затоки Паранагуа, навпроти міста Паранагуа. Заповідник розділяє на дві частини автомагістраль ПР-405, яка прорізає його із заходу на схід. Національний парк Суперагуї розташований на сході, на узбережжі Атлантичного океану. Заповідник знаходиться в біомі Атлантичного лісу.

## Консервація
Біологічний заповідник Бом-Жезус був створений указом від 5 червня 2012 року, і ним керує Інститут збереження біорізноманіття Чіко Мендеса.  Його віднесено до категорії Iа, що охороняється МСОП (суворий природний заповідник). Мета полягає в тому, щоб зберегти екосистему Атлантичного тропічного лісу, зокрема густі тропічні ліси та піонерські утворення, пов'язану з ними фауну та місцеву річкову систему. Він є частиною Біосферного заповідника Атлантичного лісу та Лагамарської мозаїки заповідників. Серед охоронюваних видів — пума, бурий ревун, маргай, лисиця-крабоїд, південноамериканський тапір і оцелот. Також охороняється пальма Euterpe edulis.

## Список джерел
1. 1 2  REBIO Bom Jesus – ISA.
2. 1 2 3 4  Rebio Bom Jesus – Chico Mendes.
3. ↑  Unidade de Conservação ... MMA.